# Червен ара
Червеният ара (Ara macao) е вид птица от семейство Папагалови (Psittacidae).

## Разпространение
Обитава тропическите райони на Централна и Южна Америка от южната част на Мексико до Боливия. Въпреки че на места е сериозно застрашен от бракониерство, все още може да се срещне на о-в Коиба.
Червеният ара е националната птица на Хондурас.